# Benjamin Péret
Benjamin Péret (Rezé, Loira Atlántico, 4 de julio de 1899 - París, 18 de septiembre de 1959). Fue uno de los poetas surrealistas franceses más importantes e influyentes. Su poesía y sus relatos escapan a todos los parámetros antes conocidos en la literatura. Su influencia puede apreciarse, en el ámbito latinoamericano, en poetas consagrados como Octavio Paz, César Moro, Enrique Molina y Enrique Gómez Correa.

## Biografía
Se ganó la vida como corrector de pruebas de periódicos y luego como redactor de hechos policiales en el Petit Parisien. Actuó en el movimiento Dada y acompañó a André Breton al separarse este del movimiento para fundar el surrealismo. Dirigió con Pierre Naville los dos primeros números de La Révolution Surréaliste.
En 1927 se casa con la cantante lírica brasileña Elsie Houston. Entre 1929 y 1931 reside en Brasil haciendo actividad política. El 31 de agosto de 1931 nace su hijo Geyser en Río de Janeiro. Expulsado de Brasil por su activismo, regresa a Francia.
Tomó parte en la guerra civil española. En 1936 conoce en Barcelona a la pintora "logicofobista" Remedios Varo, con quien mantendría una larga relación. Benjamin Péret está del lado republicano como delegado del Partido obrero internacionalista, partido francés que durante un tiempo breve había unificado las diferentes corrientes trotskistas. Lucha en las filas del POUM antiestalinista y después se une a los anarquistas de la Columna Durruti dirigiendo una unidad que combate en el Frente de Teruel. En 1937 regresa a París junto con Remedios Varo.
Después de la ocupación de Francia ambos se exiliaron a México a finales de 1941. Péret permaneció en México hasta 1947, año en que volvió a París para actuar junto a Breton en la dirección del Movimiento Surrealista hasta su muerte.
Entre 1955 y 1956 vivió nuevamente en Brasil. Fue el único surrealista de la primera hora que permaneció lealmente al lado de Breton, por lo que a la muerte de este (en 1966) fue sepultado cerca del eterno compañero fiel en el cementerio de Batignolles en París.

## Obra
Principales obras (en francés)
A menos que esté indicado, todas las obras fueron editadas en París:
- Le Passager Du Transatlantique (ilustrado por Hans Arp, Collection Dada-Au Sans Pareil, 1921).
- Au 125 Du Boulevard Saint-Germain (ilustrado por Max Ernst, Editions de "Littérature", 1923).
- Immortelle Maladie (frontispicio de Man Ray, Editions de "Littérature", 1924).
- Il Était Une Boulangère (Simon Kra-Editions Du Sagittaire, 1925).
- 152 Proverbes Mis Au Goût Du Jour (en colaboración con Paul Éluard, Editions Surréalistes, 1925).
- Dormir, Dormir Dans Les Pierres (dibujo de Yves Tanguy, Editions Surréalistes, 1927).
- Et Les Seins Mouraient... (ilustrado por Joan Miró, Marsella: Les Cahiers Du Sud,1927).
- Le Grand Jeu (con un retrato del autor por Man Ray, NRF-Gallimard, 1928; prólogo de Robert Benayoun, Gallimard-Collection Poésie, 1969).
- De Derrière Les Fagots (Ilustraciones de Pablo Picasso y de Salvador Dalí, Librairie José Corti, 1934).
- Je Ne Mange Pas De Ce Pain-La (Editions Surréalistes, 1936).
- Je Sublime (Editions Surréalistes, 1936).
- Trois Cerises Et Une Sardine (GLM, 1938; Editions Syllepse-Collection Les Archipels Du Surréalisme, 1999).
- Au Paradis Des Fantomes (Collection "Un Divertissement"-Parisot, 1938).
- Les Malheurs D'Un Dollar (Editions De "La Main Á Plume", circa 1943).
- La Parole Est À Péret (New York: Éditions Surréalistes, 1943).
- Le Deshonneur Des Poètes (México: 1945; Jean-Jacques Pauvert Éditeur-Liberté 23, 1965; Librairie José Corti, 1986; Éditions Mille Et Une Nuits-Texte Intégral No. 120, 1996).
- Dernièr Malheur, Dernièr Chance (Editions De La Revue Fontaine, 1945).
- Main Forte (Editions De La Revue Fontaine-Collection L'Age D'Or, 1945; contiene Au 125 Du Boulevard Saint-Germain, Il Était Une Boulangère, Et Les Seins Mouraient..., y textos inéditos).
- Le Manifeste Des Exegetes (publicado bajo el seudónimo de Peralta; México D. F.: Editorial Revolución-Grupo Español en México de la Cuarta Internacional, 1946).
- Feu Central (Editions K, 1947; contiene: Immortelle Maladie, Dormir, Dormir Dans Les Pierres, Je Sublime, y poemas inéditos).
- La Brebis Galante (ilustración de Max Ernst, Edition Premières, 1949; Éditions du Le Terrain Vague, 1959; Editions Perseides-Collection La Lune Attique, 2005).
- Almanach Surréaliste du Demi-Siècle (en colaboración con André Breton; Éditions du Sagittaire, 1950).
- Air Mexicain (con litografías de Rufino Tamayo, LibrairieArcanes-Éric Losfeld, 1952).
- Bouillon Douze Heures (en colaboración con Robert Benayoun, 1952).
- Mort Aux Vaches Et Au Champ D'Honneur (cubierta de Guy Doumayrou, Libraire Arcanes-Humour Noir, 1953; Eric Losfeld, 1967).
- Anthologie De L'Amour Sublime (Albin Michel, 1956-1989).
- Œuvres Complètes (7 volúmenes) (Eric Losfeld-José Corti-Association des amis de Benjamin Péret, 1969-1995).

Traducciones de Benjamin Péret al francés
- Livre De Chilam Balam De Chumayel (Denoël, 1955).
- Anthologie Des Mythes, Légendes Et Contes Populaires D'Amerique (Albin Michel, 1959-1989).
- Paz, Octavio. Pierre De Soleil (Gallimard-Collection Du Monde Entier, 1962).

Obras escritas en español
- Los Tesoros Del Museo Nacional de México. Escultura Azteca. Con 20 fotografías de Manuel Álvarez Bravo. México D. F.: Ediciones Íbero-Americanas, 1943.
- Los Sindicatos Contra La Revolución. En colaboración con G. Munis. Barcelona: FOR (Fomento Obrero Revolucionario), circa 1960.

Traducciones al español de obras de Benjamin Péret
- Mueran Los Cabrones Y Los Campos Del Honor. Traducción de Rodolfo Hinostroza. Barcelona: Tusquets Editores-Marginales 48, 1976. 112 p. ISBN 84-7223-048-1
- 152 Proverbios Adaptados Al Gusto De Nuestro Tiempo. Traducción al español de John Robert Colombo. Dibujos de Ludwig Zeller. Toronto: Oasis Publications, 1977. 26 p. Incluye la versión original en francés y la traducción al inglés.
- El Gran Juego. Prólogo de Robert Benayoun. Colofón de Jean-Louis Bedouin. Versión de Manuel Álvarez Ortega. Madrid: Alberto Corazón Editor (Volumen CXVIII De La Colección Visor De Poesía), 1980. 224 p. Además contiene traducciones de los libros de poemas La Cuarta Parte De La Vida, La Pesca En Río Revuelto, El Trabajo Anormal y El Pasajero Del Trasatlántico. ISBN 84-7053-224-3
- El Vizconde Pajillero De Los Cojones Blandos. Ilustraciones de Ives Tanguy. Traducción de Xavier Domingo. Barcelona: Tusquets Editores-La Sonrisa Vertical, 1990. 88 p. ISBN 84-7223-198-4
- Pulquería Quiere Un Auto Y Otros Cuentos. Introducción de Octavio Paz. Epílogo de Lourdes Andrade. Traducción de Ida Vitale. Dibujos de Gunther Gerzso. México D. F.: Editorial Vuelta-Colección Las Ínsulas Extrañas, 1996.
- Air Mexicain / Aire Mexicano. Edición Bilingüe. Prefacio de Jean-Louis Bedouin. Traducción del poema por José De La Colina. Traducción del prefacio por Glenn Gallardo. México D. F.: Editorial Aldus, 1996-1997. 92 p.
- Historia Natural. Traducción de Lourdes Andrade. Ilustraciones de Magali Lara. México, D. F. : Artes De México-Colección Tiempo Detenido, 2000. 64 p. ISBN 968-6533-97-4
- El Quilombo De Palmares. La República De Los Esclavos Libres: Brasil, 1640-1695. Traducción de Joaquín Sirera. Barcelona: Ediciones Octaedro-Colección Límites, 2000. 128 p. ISBN 84-8063-345-6
- El Deshonor De Los Poetas. Barcelona: Ediciones Anagal-Nómada 10, 2006. 88 p.